# Barrio Nuevo, Hidalgo
Barrio Nuevo är en ort i Mexiko.   Den ligger i kommunen San Agustín Metzquititlán och delstaten Hidalgo, i den sydöstra delen av landet, 130 km norr om huvudstaden Mexico City. Barrio Nuevo ligger 1 374 meter över havet och antalet invånare är 114.
Terrängen runt Barrio Nuevo är huvudsakligen kuperad. Barrio Nuevo ligger nere i en dal. Runt Barrio Nuevo är det ganska glesbefolkat, med 30 invånare per kvadratkilometer. Närmaste större samhälle är Zacualtipán, 14,0 km norr om Barrio Nuevo. I omgivningarna runt Barrio Nuevo växer huvudsakligen savannskog.